# Nikos Machlas
Nikolaos "Nikos" Machlas (Grieks: Νικόλαος "Νικός" Μαχλάς) (Iraklion, 16 juni 1973) is een voormalig Griekse voetballer. Hij is de zoon van de oud-voetballer Giorgos Machlas.

## Clubcarrière
Nikos Machlas maakt zijn profdebuut in februari 1991 voor OFI Kreta. Voor die club speelt hij in ruim vijf seizoenen 154 wedstrijden, waarin hij 49 keer scoort. In het seizoen 1996/97 neemt Vitesse hem over. Zijn eerste seizoen verloopt stroef en hij weet als spits slechts acht keer het net te vinden. Het seizoen daarna maakt hij grote indruk met een totaal van 34 doelpunten in 32 wedstrijden. Hiermee wordt hij Europees topscorer. Dit seizoen blijkt achteraf het hoogtepunt in zijn carrière.
Na zijn derde seizoen bij Vitesse zijn diverse grote clubs voor hem in de markt. Onder andere Fiorentina en Arsenal hebben interesse. Tegen de zin van toenmalig Vitesse-voorzitter Karel Aalbers weigert hij echter naar het buitenland te vertrekken en kiest hij voor AFC Ajax. Ondanks een redelijk aantal doelpunten (38 goals in 74 wedstrijden) heeft hij in Amsterdam zijn reputatie als goalgetter geen moment waar kunnen maken. Op de achtergrond speelt ook mee dat Machlas bij Ajax het hoogste salaris van de eredivisie ontvangt: 4 miljoen gulden per jaar. Hij maakt drie verschillende coaches mee bij Ajax en krijgt concurrentie van spelers als Mido en Zlatan Ibrahimović. Na een frustrerende periode waarin hij teruggezet wordt naar het tweede elftal, wordt duidelijk dat er geen toekomst meer voor hem ligt bij Ajax. Onder coach Ronald Koeman vertrekt hij op huurbasis naar het Spaanse FC Sevilla.
Ook in Spanje kan hij geen indruk maken. Daarnaast raakte Machlas betrokken bij een incident met de verkeerspolitie. Vanwege agressie bij het uitdelen van een bekeuring voor een snelheidsovertreding werd hij gearresteerd. Na het seizoen in Spanje afgemaakt te hebben, ontbond Ajax zijn contract. Daarna speelde hij nog voor Griekse ploegen als Iraklion en OFI Kreta. Hij beëindigde zijn carrière bij Apoel Nicosia op Cyprus, waarmee hij in seizoen 2006-2007 kampioen van Cyprus werd en een jaar later de beker van Cyprus won. Na het winnen van de beker maakte hij bekend per direct te stoppen met voetbal.

## Interlandcarrière
Machlas speelde in totaal 61 interlands voor het Grieks elftal, waarin hij achttien maal doel trof. Zijn debuut maakte hij op 10 februari 1993, in de uitwedstrijd tegen Oostenrijk. Griekenland verloor die wedstrijd met 2-1.

## Na het voetballen
Hij keerde weer terug bij OFI Kreta als technisch directeur en voorzitter. Onder zijn beleid werd de club uit de competitie gezet wegens financieel wanbeleid.

## Clubstatistieken
| seizoen | club             | land                 | competitie       | duels | goals |
| ------- | ---------------- | -------------------- | ---------------- | ----- | ----- |
| 1990/91 | OFI Kreta        | Vlag van Griekenland | Alpha Ethniki    | 4     | 1     |
| 1991/92 | OFI Kreta        | Vlag van Griekenland | Alpha Ethniki    | 27    | 4     |
| 1992/93 | OFI Kreta        | Vlag van Griekenland | Alpha Ethniki    | 27    | 8     |
| 1993/94 | OFI Kreta        | Vlag van Griekenland | Alpha Ethniki    | 31    | 9     |
| 1994/95 | OFI Kreta        | Vlag van Griekenland | Alpha Ethniki    | 32    | 10    |
| 1995/96 | OFI Kreta        | Vlag van Griekenland | Alpha Ethniki    | 33    | 17    |
| 1996/97 | Vitesse          | Vlag van Nederland   | Eredivisie       | 29    | 8     |
| 1997/98 | Vitesse          | Vlag van Nederland   | Eredivisie       | 32    | 34    |
| 1998/99 | Vitesse          | Vlag van Nederland   | Eredivisie       | 27    | 18    |
| 1999/00 | Ajax             | Vlag van Nederland   | Eredivisie       | 25    | 14    |
| 2000/01 | Ajax             | Vlag van Nederland   | Eredivisie       | 19    | 12    |
| 2001/02 | Ajax             | Vlag van Nederland   | Eredivisie       | 30    | 12    |
| 2002/03 | Ajax             | Vlag van Nederland   | Eredivisie       | 0     | 0     |
| 2002/03 | → Sevilla FC     | Vlag van Spanje      | Primera División | 14    | 2     |
| 2003/04 | Iraklis Saloniki | Vlag van Griekenland | Alpha Ethniki    | 25    | 10    |
| 2004/05 | OFI Kreta        | Vlag van Griekenland | Alpha Ethniki    | 27    | 13    |
| 2005/06 | OFI Kreta        | Vlag van Griekenland | Alpha Ethniki    | 25    | 8     |
| 2005/06 | Apoel Nicosia    | Vlag van Cyprus      | A Divizion       | ?     | ?     |
| 2006/07 | Apoel Nicosia    | Vlag van Cyprus      | A Divizion       | 10    | 5     |
| 2007/08 | Apoel Nicosia    | Vlag van Cyprus      | A Divizion       | ?     | ?     |
|         | Totaal           | Totaal               | Totaal           | 417   | 185   |

## Erelijst
Ajax
- Eredivisie: 2001/02
- KNVB beker: 2001/02

 APOEL
- A Divizion: 2006/07
- Beker van Cyprus: 2007/08

Individueel
- Topscorer Eredivisie: 1997/98
- Europese Gouden Schoen: 1998